# UB-104号潜艇
陛下之UB-104号艇是德意志帝国海军于第一次世界大战期间建造的其中一艘UB-III型近岸潜艇或称U艇。它由汉堡的布洛姆与福斯船厂承建，于1917年9月1日新船下水，至1918年3月15日交付使用。其全长55.3米，水面及水下排水量分别为510吨和629吨，艇载武器则包括五具500毫米鱼雷发射管以及一门105毫米口径甲板炮。UB-104号入役后曾被部署至佛兰德区舰队，并参与了大西洋潜艇战。在三次巡逻期间，该艇合共击沉11艘协约国或中立国商船，容积总吨累计为15958吨。1918年9月21日，UB-104号在北海水雷阵内失踪，推定为触雷沉没，艇内36名官兵全数阵亡。

## 设计
UB-104号是汉堡布洛姆与福斯船厂承建的第三批次（UB-103至UB-117号）UB-III型潜艇的二号艇，由德意志帝国海军潜艇监察局于1917年2月6日订购，至同年9月1日下水。其全长55.30米，舷宽5.80米。艇体采用双壳体结构，水面及水下排水量分别为510吨和629吨，浮起时的吃水深度为3.70米。由于无需像UC-II型艇那样提供水雷布设装置，设计工程师对潜艇舷弧进行了优化，增大了司令塔体积，配备两具潜望镜，司令塔与控制室之间增加一道水密舱壁。这些改进显著提高了潜艇的水下机动性和生存力。为了达到更高的航速，UB-104号采用两台猛狮-伏尔铿六缸四冲程550匹公制馬力（405千瓦特）柴油机用于水面运行，以及两台394匹公制馬力（290千瓦特）的西门子-舒克特电动发电机用于水下航行；水面最高航速13.3節（24.6每小時），水下7.5節（13.9每小時）；能够在水面以6節（11每小時）航速续航7,420海里（13,740），或以4節（7.4每小時）连续在水下航行55海里（102）而无需充电。
UB-104号的主武器为五具500毫米艇艏鱼雷发射管，其中艇艏四具采用层叠式布局分居两侧、艇艉一具，并可搭载合共10枚G6型鱼雷。辅助武器则是一门105毫米45倍径速射炮。其标准船员编制为3名军官加31名水兵。

## 服役历史
1918年3月15日，UB-104号在前UC-4号艇长、海军中尉恩斯特·柏林的指挥下正式入役，随即展开海试。完成海试后，该艇于7月27日被编入驻泽布吕赫的佛兰德区舰队，并参与了大西洋潜艇战，主要在英吉利海峡活动。在三次巡逻期间，该艇合共击沉11艘协约国或中立国商船，容积总吨累计为15958吨。其中，容积最大的受害者是3885总吨的英国轮船肯德尔城堡号（Kendal Castle）；它于9月15日在从勒阿弗尔空载驶往加的夫途中，在距贝里角东南约4海里（7.4）处沉没，并造成18人罹难。两天后，UB-104号以不明原因在莱姆湾失踪。据推定，它已于9月21日之前在北海水雷阵触雷沉没，艇内36名官兵全数阵亡。

## 袭击历史摘要
| 日期          | 船名            | 船籍 | 吨位 | 结局 |
| ------------- | --------------- | ---- | ---- | ---- |
| 1918年8月2日  | 弗莱福十号      | 荷蘭 | 111  | 击沉 |
| 1918年8月2日  | 雷姆克号        | 荷蘭 | 193  | 击沉 |
| 1918年8月3日  | 康布雷号        | 法國 | 963  | 击沉 |
| 1918年8月13日 | 弗里达号        | 丹麦 | 395  | 击沉 |
| 1918年8月13日 | 延雪平一号      | 瑞典 | 1546 | 击沉 |
| 1918年8月14日 | 沃尔森德号      | 英国 | 2697 | 击沉 |
| 1918年9月14日 | 吉贝尔·哈马姆号 | 英国 | 647  | 击沉 |
| 1918年9月15日 | 肯德尔城堡号    | 英国 | 3885 | 击沉 |
| 1918年9月16日 | 埃塞尔号        | 英国 | 2336 | 击沉 |
| 1918年9月16日 | 斯图尔特勋爵号  | 英国 | 1445 | 击沉 |
| 1918年9月17日 | 乌尔萨号        | 瑞典 | 1740 | 击沉 |

## 脚注
1. ↑  Rössler，第66頁.
2. 1 2  Helgason, Guðmundur. . German and Austrian U-boats of World War I - Kaiserliche Marine - Uboat.net.   [2022-05-31].
3. 1 2 3 4  Gröner 1991，第25-30頁.
4. 1 2  Helgason, Guðmundur. . German and Austrian U-boats of World War I - Kaiserliche Marine - Uboat.net.   [2015-03-09].
5. ↑  Helgason, Guðmundur. . German and Austrian U-boats of World War I - Kaiserliche Marine - Uboat.net.   [2015-03-09].
6. ↑  陈进，第239頁.
7. ↑  NARS，第55頁.
8. 1 2  Helgason, Guðmundur. . German and Austrian U-boats of World War I - Kaiserliche Marine - Uboat.net.   [2015-03-09].
9. ↑  Helgason, Guðmundur. . German and Austrian U-boats of World War I - Kaiserliche Marine - Uboat.net.   [2022-05-31].